# 肮脏现实主义
肮脏现实主义是北美文学运动中的概念，由《格兰塔》杂志的比尔·布福德提出。在现实主义作家中，这一流派的作家常以粗陋朴质的语言来描绘日常生活中更为平庸的一面。肮脏现实主义成为了《格兰塔》1983年夏季版的标题，布福德在简介中这样解释道：
|    | 肮脏现实主义是新一代美国作家的小说，他们描写当代生活的方方面面——被遗弃的丈夫、未婚的母亲、偷车贼、扒手、吸毒者——但他们写出了一种令人不安的疏离感，有时接近喜剧。这些故事隐晦、讽刺，时而野蛮，但始终富于同情心，在小说中构成了新的声音。 |
| —— | |

肮脏现实主义有时被认为是各种形式的极简主义，其特点是用词简略且侧重于表面描写。这一流派的作家往往避免使用副词、延展性的隐喻和内心独白，相反，他们利用事物和语境来指明含义。小说中的人物普遍从事底层的、不起眼的工作，且往往缺乏金钱和资源，这使得他们的内心充满绝望。
根据迈克尔·海明森的说法，肮脏现实主义的代表作家包括北美文学运动的“教父”查理·布考斯基，也涵盖一些出现在《格兰塔》第八期的作者，如雷蒙德·卡佛、托比亚斯·沃尔夫、理查德·福特、拉里·布朗、弗雷德里克·巴塞尔姆、戈马克·麦卡锡、佩德罗·胡安·古铁雷斯、费尔南多·委拉斯开兹·梅迪纳、卡森·麦卡勒斯和杰恩·安妮·菲利普斯。这些作者很少接受或承认自己是肮脏现实主义作家，尽管他们与此存在密不可分的联系。